# Poté
Poté é um município brasileiro do estado de Minas Gerais. Sua população recenseada em 2022 era de 13 666 habitantes e seu território tem uma área de 625,111 km².

## História
A região onde se encontra hoje a cidade de Poté era habitada por indígenas botocudos. A lei estadual 556 de 30 de agosto de 1911 criou o distrito de Poté, subordinado ao município de Teófilo Otoni. Em 17 de dezembro de 1938 foi sancionado o decreto-lei estadual 148 que criou o município de Poté.

## Topônimo
O nome Poté é de origem indígena, possui três versões sobre seu significado:
- Poté: abelha negra.[6][7]
- Pó-ti - Camarão de pele escura que vive em água doce.[8][7]
- Poté seria um nome de um indígena na condição de líder de uma tribo que viveu na região. [9]

## Religião
Como na maioria das pequenas cidades brasileiras, a religião predominante é o Cristianismo (Católicos, em sua maioria). 

## Geografia
O município está localizado no vale do Mucuri e seu território é contemplado por parte da Mata Atlântica, sendo também uma região rica em minerais, como o calcário. Estima-se que em Poté existam reservas de calcário de grande potencial. Possui solo fértil e lençóis freáticos em abundância.

### Hidrografia
- Rio Mucuri - Do qual todos os demais rios da localidade são afluentes.
- Rio Todos os Santos - Principal afluente do Rio Mucuri, nasce em Valão e passa por Teófilo Otoni.
- Ribeirão Poté
- Ribeirão Santa Cruz
- Ribeirão Água Limpa
- Córrego Paranã
- Córrego Recreio
- Córrego Potezinho
- Córrego Quarta-feira

### Rodovias
- MG-217  -  Liga Malacacheta a Teófilo Otoni

### Bairros
- Bairro Eldorado
- Entrocamento
- Centro
- Floresta
- Jardim Alvorada
- Maristela
- Nossa Senhora das Graças
- Nova Floresta
- São Vicente de Paula
- Sofia Colen
- Vila Ramos
- Vila Paula
- São Geraldo

### Distritos
- Valão - a 18 km do perímetro urbano da cidade, na rodovia MG-217, a caminho de Teófilo Otoni.
- Sucanga - a 12 km da cidade.
- Existem pequenos vilarejos como São Miguel, Igrejinha Sagrado Coração, Baixinha de Todos os Santos, Valãozinho, e alguns à margem de rios como Córrego Paranã, Córrego Recreio, Quarta-feira, Ribeirão Santa Cruz, Ribeirão Água Limpa, etc.

## Administração
- Prefeito: Mario Sérgio Santos
- Vice-prefeito: Paulo César de Oliveira